# Kleine Happ
Kleine Happ är en bergstopp i Österrike.   Den ligger i distriktet Lienz och förbundslandet Tyrolen, i den centrala delen av landet, 300 km väster om huvudstaden Wien. Toppen på Kleine Happ är 2 373 meter över havet.
Terrängen runt Kleine Happ är bergig. Runt Kleine Happ är det ganska glesbefolkat, med 26 invånare per kvadratkilometer.. Närmaste större samhälle är Matrei in Osttirol, 16,8 km öster om Kleine Happ. 
Trakten runt Kleine Happ består i huvudsak av gräsmarker.